# Aeschnophlebia
Aeschnophlebia is een geslacht van libellen (Odonata) uit de familie van de glazenmakers (Aeshnidae).

## Soorten
Aeschnophlebia omvat 4 soorten:
- Aeschnophlebia anisoptera Selys, 1883
- Aeschnophlebia longistigma Selys, 1883
- Aeschnophlebia optata Selys, 1883
- Aeschnophlebia zygoptera Belyshev, 1965